# Hernán Cortés
Hernán ili Hernando Cortes (Medellín, Mérida, Ekstremadura, 1485. – Castilleja de la Cuesta, Sevilla, 2. prosinca 1547.), španjolski konkvistador, pustolov i istraživač. Osvojio je 1519. – 1521. veliku državu Azteka (današnji Meksiko) za Španjolsku i time znatno proširio Španjolsko kolonijalno carstvo u Novom svijetu.

## Životopis
Cortésovi roditelji su bili Martín Cortés de Monroy i Doña Catalina Pizarro Altamarino. S 14. godina upisao je studij prava ali se prijavljuje u pomorsku ekspediciju i odlazi na San Domingo (danas Haiti), 1504. Sudjelovao je u osvajanju Hispaniole i Kube, 1511., te je bio nagrađen velikim imanjem s brojnim robovima.
Francisco Hernández de Córdoba je 1517., a Juan de Grijalba 1518., poduzeo ekspediciju prema Yucatánu, današnji jugoistok Meksika. Obojica su se vratili s relativno malim količinama zlata, ali i s pričama o zemlji koja je još udaljenija i prepuna zlata. Cortés je prodao sve svoje posjede da bi kupio brodove i opremio ekspediciju. Službeni cilj ekspedicije je bio pokušaj uspostave trgovine s novim zemljama na zapadu. Diego Velázquez de Cuéllar, guverner Kube, odobrio je Cortésu put.
Cortés je krenuo na put 18. veljače 1519. Imao je 506 vojnika, oko 100 pomoraca, 16 konja, te nekoliko topova. Najprije se iskrcao uz obalu Yucatána. Tu se zadržao veoma kratko jer u blizini bilo puno zlata. 4. ožujka 1519. ponovno se iskrcao sjevernije i osnovao grad Veracruz. Lokalno stanovništvo ga je dočekalo s darovima, hranom i zlatom. Oni su mu rekli da se njihov vladar nalazi u gradu Tenochtitlán (danas Mexico city). Ubrzo je stiglo izaslanstvo aztečkog vladara Moctezume II. koji su također donesli nove darove. Cortés je ubrzo saznao da azteci smatraju Cortésa njihovim bogom Quetzalcoatlom, ili njegovim izaslanikom. Cortés je odlučio iskoristiti situaciju i držati Azteke u zabludi. Dio Cortésovih ljudi je htio da sakupe u kratkom vremenu što više zlata, a zatim da se vrate na Kubu. Cortés je, međutim, imao drugačije planove. Naredio je da se spale svi brodovi, osim jednog manjeg, i tako se osigurao od eventualne pobune svojih ljudi i dezertiranja. Zatim je sa svojim ljudima krenuo prema Tenochtitlánu.
Cortés je putem napadnut od plemena Tlaškaletka. Ovi su bili nezavisno pleme koje Asteci nikada nisu pokorili. Španjolci su lagano dobili bitku zbog superiornosti u oklopima, vatrenom oružju i konjima nasuprot indijanskim strijelama, macquahuitlom i kopljima. Nakon pobjede, Cortés je plemenu ponudio da služe pod njegovim zapovjedništvom, kao vojnici i sluge, i da će im zauzvrat oprostiti napad. Ako odbiju, zaprijetio je da će pobiti čitavo njihovo pleme. Tlaškalteci su pristali. Cortés je nastavio put s oko 2,000 vojnika iz plemena Tlaškalteka kao saveznicima i s još više članova istog plemena kao nosačima namirnica.
Kada je stigao u grad Cholula, drugi po veličini u aztečkoj državi, širile su se glasine da indijanci namjeravaju poubijati Španjolce na spavanju. Cortés nije mogao utvrditi da li je to istina ili ne, pa je naredio smaknuće svih istaknutih Čolulteka. Cijeli grad je spaljen a u pokolju je ubijeno između 15,000 i 30,000 Indijanaca. Cortes je poslao poruku Montezumi II. da se u Choluli nisu odnosili prema njemu s poštovanjem pa su zato kažnjeni, ali ako se Montezuma II. bude prema njemu odnosio s poštovanjem i dočekao ga s darovima i zlatom, nema se čega bojati.
Ekspedicija je stigla u Tenochtitlán 8. studenoga 1519. Montezuma II. je Cortésa dočekao s velikim darovima, kako i dolikuje povratku Boga.  Montezuma je pripremio palaču svog oca Axayacatla za Španjolce i njihove saveznike. Cortés je zahtijevao da dobije još zlata, te da se Montezuma II. zakune da će svake godine darivati Cortésu i španjolskom kralju jednak iznos zlata. Cortés je i naredio da se iz dva najveća hrama piramida uklone svi aztečki idoli i da se na to mjesto postavi svetište Djevice Marije. Svim njegovim zahtjevima je udovoljeno.
Cortés je Moctuzemu II. zatim u svojoj palači uzeo za taoca u slučaju eventualne pobuna Azteka.
U travnju 1520. Cortés je saznao da je Velásquez s Kube poslao novu ekspediciju od 900 vojnika, koju je predvodio Pánfilo de Narváez (1470.?-1528.), s ciljem da smijeni Cortésa. Cortés je u Tenochtitlánu ostavio nekoliko stotina ljudi pod zapovjedništvom svog najpouzdanijeg čovjeka, Pedra de Alvarada. Zatim je krenuo u susret Narváezu. Cortés je po noći upao u Narvaezov logor, zarobio ga i pridobio njegove ljude pričama o zlatu na svoju stranu. Po povratku u Tenochtitlán u gradu je izbila pobuna Azteka protiv Španjolaca. Azteci su držali Španjolce pod opsadom u palači. Pobuna je izbila jer je Alvarado izvršio pokolj nad Aztecima (nekoliko stotina mrtvih) u toku njihovog festivala koji je uključivao i ljudsko žrtvovanje.
Uskoro su Azteci izabrali novog poglavicu Guatimozina. Azteci su dopustili da Cortés uđe u palaču i pridruži se Alvaradu, ali su zatim i njega napali. Cortés je naredio Montezumi II. da pokuša umiriti Azteke, ali su ga ovi gađali kamenjem i teško ozlijedili. Od posljedica ranjavanja Montezuma II. je umro tri dana poslije. Azteci su započeli opsadu palače i čekali da Španjolcima ponestane hrane. 1. srpnja 1520, Cortés je odlučio pokušati probiti opsadu. Noć je bila kišna i kasnije je prozvana Tužna noć (španjolski La Noche Triste). Borba je bila žestoka a Španjolcima je bilo otežano kretanje jer su nosili velike količine zlata. Više od 400 španjolaca i 2,000 njihovih indijanskih saveznika su poginuli, ali se Cortés s malom skupinom uspio probiti i pobjeći. Azteci su krenuli u potjeru, ali ih je Cortés porazio u bitci kod Otumbe, 7. srpnja 1520.
Tijekom ljeta Cortés je obnavljao snage za napad na Tenochtitlán. Zajedno sa svojim saveznicima, plemenom Tlaxcala, u prosincu 1520 krenuo je u opsadu Tenochtitlána. Najprije je osvajao okolna područja a zatim i započeo kopnenu opsadu grada. Nakon višemjesečne opsade, cijeli grad Tenochtitlán je osvojen i porušen 13. kolovoza 1521. Guatimozin se osobno predao Cortésu. Računa se da je u toku cijelog pohoda ubijeno između 120,000 i 240,000 Azteka.
Ova pobjeda označava kraj Aztečkog Carstva. Na ruševinama Tenochtitlána sagrađen je današnji Meksiko. Cortés je sada bio vladar golemog područja između Karipskog mora i Pacifičkog oceana. U međuvremenu, Velásquez je napadao Cortésa kod španjolskog kralja Karla V. Španjolskog preko svojih saveznika u Španjolskoj. Cortés se opravdao kralju preko pisama. Kralj je odlučio zbog velikih uspjeha zanemariti Cortésovu neposlušnost i 1523. ga je imenovao guvernerom Nove Španjolske (tadašnji naziv za Meksiko). 
Cortés je hvalio astečka dostignuća. Svakog Montezuminog čovjeka pratila su dva Španjolca. Neki su otišli u provinciju Cuzulu, 80 legija udaljenu od velikog grada Temixtitana, stanovnici koji su njegovi vazali. Tamo su im pokazali tri rijeke. Iz svake od njih donijeli su Cortésu grumen zlata dobre kvalitete, iako su bili izvađeni osrednjim oružjem, jer su imali samo ono kojim su se služili Indijanci. Prema riječima Španjolaca putem su prošli kroz tri provincije, vrlo lijepe zemlje s puno sela i gradova, s gusto naseljenim gradovima i zgradama nalik na one u Španjolskoj. Istakli su kuću i tvrđavu, kako tvrdi Cortés veću, jaču i bolje sagrađenu od dvorca u Burgosu. Narod te provincije Tamazulape bio je bolje odjeven od drugih naroda koje su vidjeli. Njima se činilo da su inteligentniji od drugih.
1524. – 1526. Cortés je krenuo u ekspediciju na današnji južni Honduras. Cristóbal de Olid je krenuo morskim putem u osvajanje Hondurasa, a Pedro de Alvarado kopnenim putem prema Gvatemali. Ekspedicija, koja je trajala oko dvije godine, bila je iznimno fizički naporna, a Cortés je izgubio velik dio zdravlja. 1527. Cortés je otišao u Španjolsku da se obrani od optužbi protiv njega zbog velikih pogubljenja Indijanaca i samovlade, te je bio primljen kod kralja. Karlo V. ga je primio s poštovanjem, a Cortés mu je donio veliku količinu zlata i vrijednih darova. Karlo V. je Cortésa imenovao vrhovnim kapetanom Nove Španjolske, ali je odredio i civilnog guvernera Nove Španjolske, koji je ograničio Cortésovu vlast. Cortés se vratio u Novu Španjolsku 1530.
1532. dospio je do Kalifornijskog zaljeva, a 1536. istraživao poluotok Kaliforniju (današnja Baja California). 1539. Francisco Vásquez de Coronado je dobio prava da prvi traga za legendarnih Sedam gradova Cibole. Cortés je ponovo otišao u Španjolsku da se žali kralju, koji ga je ponovo primio s počastima, ali mu nije povratio oduzete posjede. 1541. Cortés je dobrovoljno sudjelovao u pohodu Karla V. u Alžir, koji je završio s neuspjehom. Nakon toga Cortés se povukao na malo imanje u Španjolskoj u blizini Seville. 1547. je namjeravao da se vrati u Meksiko, ali je umro.

## Povijesni izvori o Cortésu
- Bernal Díaz del Castillo:Prava istina o osvajanju Nove Španjolske, 1632. (Verdadera historia de la conquista de la Nueva España)
- William Hickling Prescott:Povijest osvajanja Meksika (3 sveska), 1843. (History of the Conquest of Mexico)

## Vanjske poveznice
- Explorer Fact Sheet: Hernando Cortés
- Cortes Hub